# 川崎市立中原図書館
川崎市立中原図書館（かわさきしりつなかはらとしょかん）は神奈川県川崎市中原区にある公立図書館。1923年（大正12年）に橘樹郡田島町の田島尋常小学校内に開館した田島町立図書館にルーツを求めることができ、川崎市立図書館の中で最も長い歴史がある。武蔵小杉の再開発に伴い、2013年（平成25年）4月、現在の場所へ移転した。
川崎市立図書館の中央図書館としての機能を有する。

## 沿革
- 1923年（大正12年）12月 橘樹郡田島町に田島町立図書館が橘樹郡田島尋常高等小学校内に開館する。当時の蔵書数は153冊であった[8]。
- 1927年（昭和2年）4月 田島町が川崎市に編入されたことで、川崎市立図書館となる[8]。
- 1938年（昭和14年）5月 川崎市立図書館が榎町の川崎市修養道場内に移設し開館する[8]。
- 1945年（昭和20年）3月 川崎市立図書館の蔵書数が12000冊を超える。 4月15日の川崎大空襲により疎開図書を除き焼失する[8]。
- 1946年（昭和21年）川崎市立図書館が大島町の旧市立授産場付属託児所にて再開される。蔵書数は空襲での焼失で2425冊に減少する[8]。
- 1949年（昭和24年）12月 旧桝形山鍛錬道場を富士見公園に移転して、川崎市立図書館として開館する[8]。
- 1950年（昭和25年）8月 川崎市立図書館が川崎市立中央図書館へ改称される[8]。
- 1960年（昭和35年）3月 川崎市立中央図書館が移転のため閉館する[8]。
- 1960年（昭和35年）4月 川崎市立中央図書館の名称を中原図書館と改称され開館する。蔵書数は30559冊となる[8]。
- 1973年（昭和48年）7月 中原公民館解体跡地にて旧中原図書館新館の建設工事が着工される[8]。
- 1974年（昭和49年）6月 旧中原図書館新館が竣工する。同7月 新館が開館する。旧館は事務室、書庫、閉架書架、自習室などとして使用されることとなった[8]。
- 1977年（昭和52年）4月 中原図書館が自動車文庫の運行を開始[9]。
- 1990年（平成2年）10月 コンピュータを導入するため閉館する。同11月 コンピュータが導入される[8]。
- 2010年（平成22年）3月 現在の中原図書館が入居する複合ビルが着工される[10]。
- 2013年（平成25年）1月-3月 中原図書館が移転作業・開館準備・川崎市立図書館で進めているICタグの貼付のため休館する[11]。
- 2013年（平成25年）2月 複合ビルが竣工する[10]。
- 2013年（平成25年）4月 中原図書館が複合ビル5階・6階に移転し開館する[7]。

## 建物
中原図書館は武蔵小杉駅前（同駅南口地区西街区）の再開発複合ビル（地上39階、地下2階建て）の5・6階に開館しており、同ビルには図書館のほかにショッピングセンター「武蔵小杉東急スクエア」やタワーマンション「エクラスタワー武蔵小杉」が入居している。
複合ビルの設計・監理は日本設計、施工は西松建設・佐藤工業JVが行い、図書館の整備工事は一般競争入札を9億6600万円で落札した、西松建設・ジェクトJVが施工した。
なお、中原図書館が入っている複合ビルに入居する前述の東急スクエア内には東急東横線の改札があり、またJR南武線の北改札とも接続されているため、雨天時でも傘をさすことなく、駅から入館することができる。

## サービス・設備
交通の便が良く、帰路につく会社員の立ち寄りを容易にする観点から、他の川崎市立図書館より平日の開館時間が9時30分から21時00分と閉館時間を2時間延ばしている。なお、休日の開館時間は他と同じである。
- 開館時間
  - 平日 9:30 - 21:00
  - 休日・祝日 9:30 - 17:00
- 休館日
  - 第3月曜日
    - 第3月曜日が祝日に該当する場合は開館され、翌日以降の平日が休館となる

  - 12月29日から1月4日の年末年始
  - 館内特別整理期間

通常の貸出・返却カウンターとは別に無人貸出機が館内に10箇所設置されており、待ち時間の少ない貸出サービスの提供を行っている。予約本についても、カウンターに並ばずして貸出を受けるための予約本受取コーナーが設置されている。また、図書の盗難・無断持ち出しを防止するための図書へのICタグの貼付が前中原図書館の休館時に行われ、無断持出防止装置 (BDS) の設置もされている。

### 閲覧席
| 階数 | 名称                 | 利用資格                                                      | 席数 | 場所           |
| ---- | -------------------- | ------------------------------------------------------------- | ---- | -------------- |
| 5階  | 一般閲覧席           | 制限なし                                                      | 79   | 館内南方・西方 |
| 5階  | 児童席               | 小学生以下                                                    | 12   | 館内東方       |
| 5階  | 小中高席             | 土・日・祝・長期休業は児童・生徒 平日は児童・生徒の使用を優先 | 32   | 館内中央       |
| 6階  | 一般閲覧席           | 制限なし                                                      | 23   | 館内西方・北方 |
| 6階  | 大学生・社会人専用席 | 大学生・社会人                                                | 32   | 館内西方・北方 |
| 6階  | 時間管理閲覧席       | 館内の座席利用申込機で申込をした利用者                        | 23   | 館内東方       |

閲覧席は、5階に123席、6階に78席の計201席が設けられている。一部席は利用者の年齢で利用を制限している他、コンピュータを用いた予約制の席になっているものもある。
6階ではdocomo Wi-Fi・フレッツ・スポットの公衆無線LANを用いて私物のパソコンやタブレット端末が利用できる。またこれに給電するためのコンセントも座席に設置されている。

### その他
パソコンは中学生以下が5階のレファレンスカウンターで申し込みを行うことで利用可能な2台と高校生以上の学生や社会人が6階の座席利用申込機で申し込みを行うことで利用可能な14台の計16台が設置されている。両者ともに30分までの利用を1回とした、1日2回を限度としており、6階のパソコンの申し込みには貸出カードを要する。なお、中学生以下が使用するパソコンは有害サイトの閲覧ができないよう、フィルタリングがかけられている。
児童書コーナーの書架は子どもの身長に合わせた低いものを使用し、配架冊数は児童図書約4万冊である。児童書コーナー中心部には「おはなしのへや」と呼ばれる、コンクリート製の白いドーム状の構造物が設置されており、ドーム内部で読み聞かせが可能となっている。なお、「おはなしのへや」のドームは川崎市を流れる多摩川の水滴を表している。
自動書架が導入されているため、閉架からの図書の取り出しが短時間で済む。
その他、授乳室や本の除菌装置が設置されている。除菌装置は45秒間装置の中に入れることで、本の表面が除菌されるというものである。

## 立地
周辺にはタワーマンションや大企業の事務所などが建ち並び、東急東横線・目黒線およびJR南武線・横須賀線（湘南新宿ライン）が交差する要所である。更に東急線には東京メトロ副都心線や都営地下鉄三田線・東京メトロ南北線などが乗り入れしており、都心からのアクセスも良い。
交通アクセス
- 東急東横線・目黒線およびJR南武線・横須賀線（湘南新宿ライン）「武蔵小杉駅」（※東急・南武線側改札口）から徒歩数分[12]。